# Eudorcas thomsonii
La gazzella di Thomson (Eudorcas thomsoni) è una delle specie di gazzella maggiormente note e diffuse. Il nome ricorda l'esploratore Joseph Thomson. Alcuni studiosi (Kingdon, 1997) ritengono tuttavia che la gazzella di Thomson sia da considerare una sottospecie della gazzella dalla fronte rossa (Eudorcas rufifrons).
La gazzella di Thomson vive nelle savane e nelle pianure dell'Africa ed è particolarmente diffusa nel Serengeti, regione a cavallo tra Kenya e Tanzania. La dieta si compone di erba e piccoli arbusti. La gazzella di Thomson ricava gran parte dell'acqua di cui necessita dai vegetali di cui si nutre.

## Descrizione
La gazzella di Thomson è alta 60-90 centimetri e pesa tra i 13 e i 16 kilogrammi. La parte superiore del mantello è di colore marrone chiaro, quella inferiore è bianca: le due sono divise da una caratteristica striscia nera. La parte posteriore sotto la coda è di colore bianco. Le corna, lunghe e appuntite, presentano una piccola curvatura. È piuttosto facile confondere la gazzella di Thomson con la gazzella di Grant: in quest'ultima specie, tuttavia, la parte posteriore è bianca anche sopra la coda.

## Distribuzione e habitat
La gazzella di Thomson abita le savane e le pianure di Kenya, Tanzania e del Sudan meridionale.

## Struttura sociale e comportamento
La struttura sociale della specie è piuttosto articolata. I maschi adulti, a partire dai 2-3 anni di età, sono fortemente territoriali. Prima di questo periodo, invece, i giovani maschi formano piccoli gruppi a sé stanti o fanno parte di branchi misti. Le femmine, a loro volta, formano dei propri gruppi che si spostano nei territori dei maschi. Proprio durante questi spostamenti, i maschi adulti tentano di mettersi a capo di un gruppo di femmine. In queste occasioni, i maschi adulti ingaggiano duri combattimenti a colpi di corna anche più volte nello stesso giorno, al fine di stabilire i confini dei rispettivi territori: ciò significa che la definizione dei confini subisce spesso cambiamenti repentini, potendo mutare di giorno in giorno. Nel caso in cui un gruppo di giovani maschi oppure un maschio adulto o, più raramente, semplicemente un piccolo maschio o una femmina si trovino a passare nel territorio di un maschio adulto, quest'ultimo sfiderà l'invasore al fine di spingerlo al di fuori dell'area di proprio dominio.
È interessante notare come questi scontri territoriali non riguardino gli esemplari appartenenti ad altre specie: ciò significa che una gazzella di Thomson può condividere il suo territorio con altri ungulati. Del resto, le gazzelle di Thomson sono solite migrare in gruppi di centinaia o migliaia di individui misti, spesso, a branchi di zebre o gnu.
Altra caratteristica della specie è la capacità di fare grandi balzi: la gazzella di Thomson, spesso, può ricorrere a questa sua abilità per scoraggiare i predatori.

## Gestazione e aspettativa di vita

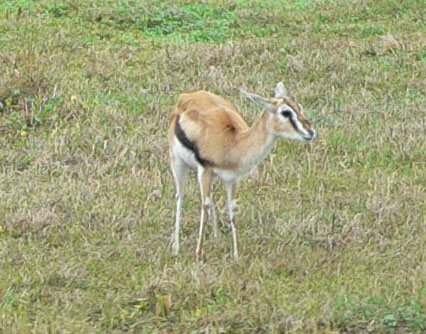
Una gazzella di Thomson

Dopo un periodo di gestazione della durata di 5-6 mesi, la femmina dà alla luce un solo piccolo. Cosa particolare tra gli ungulati, la gazzella di Thomson può avere due gravidanze nello stesso anno.
Allo stato brado, le gazzelle di Thomson possono vivere sino a 10-15 anni. Tuttavia, le gazzelle di Thomson sono spesso predate dai grossi felini e dalle iene; inoltre, in alcune aree, esse risultano essere le prede preferite dei ghepardi. Il ghepardo, in particolare, è sì più veloce della gazzella di Thomson ma quest'ultima risulta avere maggiore resistenza nella corsa ed è inoltre capace di cambiare direzione con maggiore rapidità. 
La presenza di numerosi predatori fa sì che, mediamente, circa la metà dei cuccioli muoia prima di aver raggiunto l'età adulta.